# Xaaji Buulle
Xaaji Buulle (auch: Hagi Bulle, Isola Hagi Bule, Khadzhi Bulle) ist eine Insel von Somalia. Sie gehört politisch zu Jubaland und geographisch zu den Bajuni-Inseln, einer Kette von Koralleninseln (Barriereinseln), welche sich von Kismaayo im Norden über 100 Kilometer bis zum Raas Kaambooni nahe der kenianischen Grenze erstreckt.

## Geographie
Die Insel liegt vor der Küste zwischen Dargas im Norden und Tandraas im Süden, an welches es fast unmittelbar anschließt. Auf dem gegenüberliegenden Festland liegt an einer Landzunge die Siedlung Seia an der Quelle Sheeya.

## Klima
Als Klima herrscht heißes Steppenklima mit Monsuneinfluss.